# The Quintet (Album)
The Quintet ist ein Jazzalbum von Horace Tapscott. Die im April 1969 in Los Angeles entstandenen Aufnahmen erschienen am 2. September 2022 auf dem britischen Label Mr Bongo.

## Hintergrund
The Quintet ist ein Album, das 1969 im Zuge der Sessions zu Tapscotts Debütalbum The Giant Is Awakened 1969 für das Label Flying Dutchman Records entstanden war. The Quintet sind neben Horace Tapscott am Piano noch Arthur Blythe am Altsaxophon, Everett Brown Jr. am Schlagzeug sowie David Bryant und Walter Savage Jr. am Kontrabass. Dieses zuvor unveröffentlichte Album des Horace-Tapscott-Quintetts wurde  bei den Masterbändern in den Flying-Dutchman-Archiven ausgegraben. Aufgenommen im Jahr 1969 und als Nachfolgealbum von The Giant Is Awakened gedacht, wurde es jedoch nicht mehr auf dem Label veröffentlicht, das 1971 seine Selbständigkeit verlor. Diese verschollene Aufnahme wurde von einer der Schlüsselfiguren des Jazz produziert, Bob Thiele, der nach seiner Tätigkeit für Impulse! Records 1969 sein eigenes Label Flying Dutchman gegründet hatte.
Tapscott war von vornherein gegenüber der Aufnahme für Flying Dutchman skeptisch; er wurde von den Mitgliedern seines Quintet aber überstimmt, die aufnehmen wollten. Nach Ansicht von Tapscott waren die Aufnahmen für The Quintet noch nicht abgeschlossen. Im Interview mit dem Jazzhistoriker Steven Isoardi sagte er, Thiele „hat The Giant Is Awakened und einen Teil eines anderen Albums aufgenommen, das ich nie fertig gestellt habe. Thiele und ich hatten einige Auseinandersetzungen. Ich war zwar einverstanden, die Aufnahmen zu machen, aber ich wollte nicht, dass sie alles kontrollieren. Also sagte ich: ‚Okay, ich mache das Album, aber ich will die letzte Arbeit machen, hier [in Los Angeles] oder in New York, wenn nötig.‘“ In einem Brief habe Thiele daraufhin mit einer wilden Geschichte begründet, dass sie das Abmischen nicht in Los Angeles machen könnten und dass „wir deine Ideen in der Warteschleife halten werden“. Thiele hätte aber mit seinen Leuten einfach weitergemacht und The Giant Is Awakened fertiggestellt und herausgebracht. „Ich hätte es anders abgemischt. Ich hatte andere Vorstellungen davon, wie es sich anhören sollte, vor allem das Klavier. … Ich hatte das Gefühl, dass es mit der damaligen Technologie nicht so schwer zu machen war. Es ging also nur darum, dass er mir nicht erlaubte, Teil dieses Prozesses zu sein, und das hat mich wirklich geärgert.“
Die Herausgeber von The Quintet erzählen diese Geschichte anders: Als Tapscott nach den Aufnahmen erleben musste, dass diese nicht veröffentlicht wurden, soll der Pianist der Musikindustrie gegenüber misstrauisch geworden sein; er zog sich zurück und distanzierte sich davon, indem er in den folgenden Jahren nur noch für die unabhängigen Labels UGMAA, Interplay Records und Nimbus West Records aufnahm. Tatsächlich nahm Tapscott bis 1978 keine weiteren Alben mehr auf. Er gründete schließlich The Pan-Afrikan People’s Arkestra und führte den panafrikanischen Roots-Sound zurück in das „Herz des Jazz“. Er entwickelte und förderte die Kunstform auch durch Performances und Aufnahmen.

## Titelliste
- Horace Tapscott: The Quintet (Mr Bongo – MRBLP256)[6]

1. World Peace (Everett Brown Jr.) 8:33
2. Your Child (Horace Tapscott) 12:18
3. For Fats (Arthur Blythe) 15:57

## Rezeption
Peter Margasak (Complete Communion/The Quietus) meinte, das Stück „For Fats“, auf Tapscotts Debütalbum nur in einer zweiminütigen Version erschienen, bekäme hier eine geräumigere und kraftvollere Interpretation von 16 Minuten. Das Album enthalte auch „World Peace“, das auf einem Groove reite, den man von Chris McGregors Brotherhood of Breath erwarten könnte, während „Your Child“ ein modales Juwel sei, das auf einer Impulse-Veröffentlichung [dieser Zeit] vertraut geklungen hätte. In der Tat sei dieses Album eine große Entdeckung.
Skeme Richards schrieb in Nostalgia King, den Auftakt bilde „World Peace“, das mit einer fast barockartigen Melodie beginne, zu einer Klangexplosion führe und dann so ende, wie es begonnen hat. Das schöne „Your Child“ sei das Juwel des Albums, in das auch Elemente des Free Jazz eingehen würden. „For Fats“ mit seiner Einleitung mit gestrichenem Bass und Piano nehme den Hörer mit auf eine Reise, bei der man in manchmal dunkle, stürmische Melodien eintauche und das im Verlauf der Komposition eine treibende Energie entwickle.